# Droga krajowa B56 (Niemcy)
Droga krajowa 56 (niem. Bundesstraße 56, B 56) – niemiecka droga krajowa przebiegająca  z zachodu na wschód od granicy z Holandią koło Wehr do skrzyżowania z drogami B55 i B256 koło Dieringhausen w Nadrenii Północnej-Westfalii.
Droga krajowa 56n (niem. Bundesstraße 56n, B 56n) to fragmenty planowanej A 56, budowy której zaniechano.
- fragment obwodnicy Zülpich, od skrzyżowania z B265 do skrzyżowania z A1,
- północna obwodnica Siegburga,

## Miejscowości leżące przy B56
Wehr, Süsterseel, Gangelt, Stahe, Gillrath, Geilenkirchen, Immendorf, Puffendorf, Jülich, Krauthausen, Selhausen, Huchem-Stammeln, Düren, Stockheim, Soller, Frangenheim, Froitzheim, Zülpich, Ülpenich, Dürscheven, Elsig, Euskirchen, Essig, Ludendorf, Miel, Buschhoven, Duisdorf, Bonn, Sankt Augustin, Siegburg, Braschoß, Hochhausen, Pohlhausen, Weesbach, Seelscheid, Bitzen, Much, Niederwahn, Oberwahn, Wellerscheid, Drabenderhöhe, Brächen, Dieringhausen.

## Historia
Pierwszy fragment utwardzonej drogi powstał w 1835 r. pomiędzy Düren i Euskirchen.
Wyznaczona w 1932 r. Reichsstrasse 56 przebiegała z Akwizgranu przez Düren, Bonn do Siegburga.
W latach 70. XX w. planowano połączenie Bonn z Holandią autostradą A56. Budowę jej porzucono, a jej gotowe fragmenty zostały przemianowane na B 56n.